# Feldflüchter

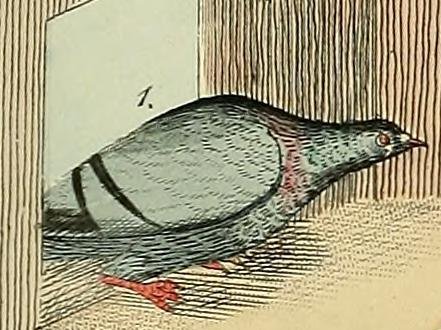
Feldflüchter oder Gemeine Feldtaube (Gottlob Neumeister, 1876)

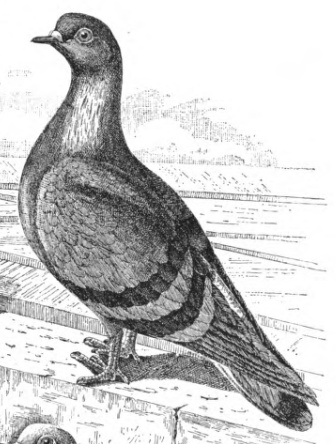
Feldtaube (Bungartz, 1885)

Der deutsche Feldflüchter ist eine Rasse der Haustaube, die direkt von ersten gezähmten Tauben abstammt. Sie wurde auf den Gütern zwischen Oder und Elbe gehalten und flog in Schwärmen mit einigen hundert Individuen auf die Felder der Umgebung und versorgte sich selbst. Vom Feldern stammt auch ihr Name, der eigentlich Feldflieger bedeutet.
Anders als die Feldtaube gleicht der Feldflüchter nicht den heutigen Stadttauben. Ihr Kopf war recht charakteristisch und erinnerte an Wildtauben. Der Schnabel war dünn. Das Gefieder war „graublau, der Hals mit Gefiederglanz, Brust und Unterleib etwas heller. Die Flügel hatten zwei dunkle Binden.“ Neben den graublauen existierten auch blaugehämmerte und rein schwarze Tiere. Andere Farben galten als nicht echt.
In Sachsen waren echte Feldflüchter noch bis 1886/90 anzutreffen, dann wurden sie seltener und sind heute vermutlich nicht mehr vorhanden.
In historischen Abhandlungen werden Feldflieger auch Feldtaube, Blaue Feldtaube oder Gemeine Landtaube genannt.

## Nachweise und weiterführende Informationen
1. ↑  
Johann Paul Kolbeck: Abhandlung über Taubenzucht. Ein Geschenk für alle Taubenliebhaber. Daisenberg, Regensburg 1821, der Feldflieger, S. 7 (reader.digitale-sammlungen.de [abgerufen am 4. Januar 2016] Digitalisat). oder der Feldflieger bei Wikisource
2. 1 2 3  
Joachim Schütte, Günter Stach, Josef Wolters: Handbuch der Taubenrassen. Josef Wolters, Bottrop 1994, ISBN 3-9801504-4-5, Feldtauben, S. 62.
3. ↑  
Jean Bungartz: Taubenracen. Illustrirtes Handbuch zur Beurtheilung der Racen unserer Haustauben. Enthaltend die bis jetzt bekannten Farben-, Racen- und verschiedenen ausländischen Luxustauben. E. Twietmeyer, Leipzig, S. 3 (babel.hathitrust.org [abgerufen am 4. Januar 2016] um 1885, Digitalisat).
4. ↑  
Gottlob Neumeister: Das Ganze der Taubenzucht. Hrsg.: Gustav Prütz. 3., im Text zeitgemäss umgearbeitete Auflage. B.F. Voigt, Weimar 1876, Die blaue Feld- oder die gewöhnliche Landtaube, S. 13 f., doi:10.5962/bhl.title.50691.